# Telipogon stinae
Telipogon stinae är en orkidéart som beskrevs av Dodson och Stig Dalström. Telipogon stinae ingår i släktet Telipogon och familjen orkidéer. Inga underarter finns listade i Catalogue of Life.